# Aelita
Aelita (ryska: Аэлита) är en sovjetisk science fiction-stumfilm från 1924, regisserad av Jakov Protazanov. Manuset skrevs av Aleksej Fajko och Fjodor Otsep och var baserat på Aleksej Tolstojs roman med samma namn. Kostymer och delar av scenografin skapades av den kubofuturistiska konstnären Aleksandra Ekster.

## Handling
Filmen handlar om ingenjören Los, som bygger en rymdraket och reser till Mars. När han kommer till Mars finner han att planeten är en totalitär stat som styrs av ett väktarråd, med Aelita som marionett-drottning. Los och hans kamrater börjar sprida Karl Marx budskap om socialism till marsianerna, som gör revolution.

## Rollista
- Nikolaj Tsereteli – Los
- Valentina Kuindzji – Natasja Los
- Nikolaj Batalov – Gusev
- Vera Orlova – Masja
- Igor Ilinskij – Kravtsov
- Nikolaj Tsereteli – Spiridinov
- Pavel Pol – Ehrlich
- Julija Solntseva – Aelita
- Konstantin Eggert – Tuskub
- Jurij Zavadskij – Gor
- Aleksandra Peregonets – Ichosjka